# Macrostomus wiedemanni
Macrostomus wiedemanni är en tvåvingeart som beskrevs av Smith 1962. Macrostomus wiedemanni ingår i släktet Macrostomus och familjen dansflugor. Inga underarter finns listade i Catalogue of Life.